# UTV Stars
UTV Stars était une chaîne de télévision indienne spécialisée dans le glamour appartenant à UTV Group. Il était disponible en haute définition et définition standard en Inde et aux Émirats arabes unis. D'une manière générale, le contenu de la chaîne s'est concentré sur les nouvelles et la musique de Bollywood. La chaîne était principalement destinée aux jeunes indiens urbains. 

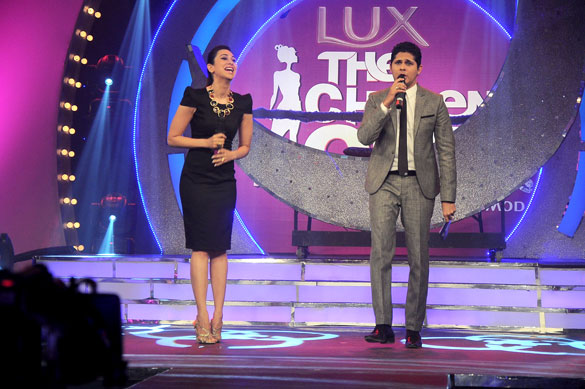
Karisma Kapoor et Vishal Malhotra sur un épisode de l'émission UTV Stars Lux The Chosen One.

La chaîne a été lancée sur Sky au Royaume-Uni et en Irlande le 11 juin 2012. Dans cette région, la chaîne était connue sous le nom d'UMP Stars en raison de problèmes juridiques sur la marque UTV, déjà utilisée par le radiodiffuseur nord-irlandais UTV Media en Europe. Cependant, la chaîne a été arrêtée sa diffusion dans la région le 23 décembre 2012.
UTV Stars a cessé ses opérations en mai 2014. Cette chaîne a été remplacé par Bindass Play, lancée par The Walt Disney Company le 1er octobre 2014.